# عنکبوت‌های سقفی‌باف
عنکبوت‌های سقفی‌باف (نام علمی: Psechridae) نام یک تیره از infraorder تارتنک‌ریختان است.